# Kristina Larsson (simmare)
Birgit Kristina "Kisse" Larsson, senare Björk, född 14 januari 1944 i Malmö, är en svensk simmare. Hon tävlade för SK Ran. Hennes syskon, Karin Larsson och Gunnar Larsson var också simmare.
Larsson tävlade i två grenar för Sverige vid olympiska sommarspelen 1960 i Rom. Hon slutade på sjunde plats på 100 meter fjärilsim och var även med i Sveriges lag (tillsammans med Inger Thorgren, Karin Larsson och Bibbi Segerström) som slutade på sjätte plats på 4 x 100 meter frisim.
Individuellt tog Larsson SM-guld på 100 meter fjärilsim (kortbana) 1959 och 1960 samt silver 1961. På 100 meter fjärilsim (långbana) tog hon SM-guld 1959 och 1960, silver 1958 samt brons 1961.
I lagkapp tog Larsson också ett antal medaljer tävlande för SK Ran. På 4 x 100 meter frisim (långbana) blev det SM-guld 1958 och 1959 samt silver 1960 och 1961. På 4 x 100 meter frisim (kortbana) blev det SM-silver 1959 och brons 1960. På 4 x 100 meter medley (långbana) blev det SM-guld 1960, silver 1958 och 1959 samt brons 1961. Hon tog även ett SM-guld på 4 x 100 meter fjärilsim (kortbana) 1961.